# شعار كوريا الشمالية
شعار كوريا الشمالية وتعتليه نجمة خماسية حمراء ترمز للشيوعية وفيه سنابل على الجانبين كرمز للزراعة وفيه جبال يكسوها الثلج وقد صمم الشعار واعتمد سنة 1948.

## التاريخ
أثناء تحرير الحلفاء لكوريا في عام 1945، لم يكن لدى كوريا الشمالية أي شعار على الرغم من استخدام شعار جمهورية كوريا الشعبية من عام 1945 إلى عام 1946. وظهر أول نموذج مبدئ للشعار في 1 يناير 1946 وتميز بشبه الجزيرة الكورية محاطة بسنابل والقمح. كان القصد من ذلك الإشارة إلى أن الشمال والجنوب هما دولة واحدة.
مع اقتراب تقسيم كوريا اعتمدت كوريا الشمالية دستورها الأول في يوليو 1948. حدد الشعار في الدستور، ولكنه إلا لمدة شهرين فقط. تتميز بمصنع، على عكس سد الطاقة الكهرومائية في التصميمات اللاحقة.
أعلن إنشاء جمهورية كوريا الديمقراطية الشعبية واعتماد شعار جديد في 9 سبتمبر 1948. وحمل ذلك الشعار سد سوبونج، وعدل التصميم في عام 1993 ليشمل جبل بايكتو. يُعد الجبل رمزًا مهمًا للسلطة والشرعية لسلالة عائلة كيم في الدعاية الكورية الشمالية، وهو مرتبط بشكل خاص بكيم جونغ إل لأنه مكان ولادته بحسب الروايات الرسمية. اعتمد هذا الشعار مع صعوده إلى السلطة مكانته.

## معرض صور

شعار جمهورية كوريا الشعبية من عام 1945 إلى عام 1946
نموذج مبدئ لشعار نُشر في عام 1946
الشعار الذي حدده دستور 1948 لكنه استخدم لمدة شهرين فقط
الشعار المستخدم منذ تأسيس كوريا الشمالية حتى عام 1993
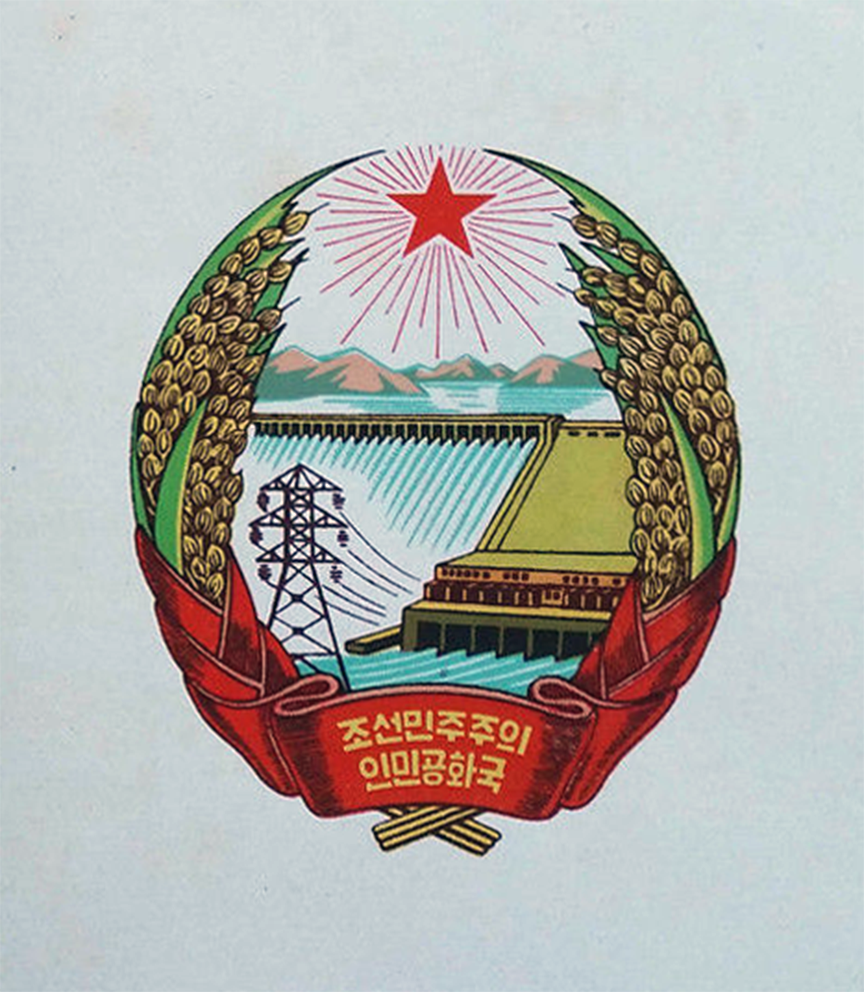
شكل مختلف للشعار طبعته دار نشر اللغات الأجنبية في عام 1960.
شعار رئيس لجنة شؤون الدولة (كوريا الشمالية) (2016-الآن)